# Jovanny Campusano
Jovany Alberto Campusano Villega (La Serena, Chile; 11 de enero de 1993) es un futbolista chileno. Juega de lateral izquierdo y su equipo actual es el Ñublense de la Primera División de Chile.

## Trayectoria
Nacido en La Serena, entró a las inferiores de su club natal el Deportes La Serena en 2007. Fue promovido al primer equipo en 2011 y debutó el 17 de abril en la victoria por 3-1 sobre Santiago Wanderers por la Primera División de Chile.
Jugó diez temporadas en el club, dos en primera división, marcada en 2015 por una grave lesión que lo dejó fuera mucho tiempo.
En diciembre de 2019,fichó en el Ñublense de la Primera B. Formó parte del plantel que ganó el título de la Primera B de Chile 2020.

## Estadísticas
| Club              | Div.          | Temporada     | Liga  | Liga  | Copas nacionales | Copas nacionales | Torneos internacionales | Torneos internacionales | Total | Total |
| Club              | Div.          | Temporada     | Part. | Goles | Part.            | Goles            | Part.                   | Goles                   | Part. | Goles |
| ----------------- | ------------- | ------------- | ----- | ----- | ---------------- | ---------------- | ----------------------- | ----------------------- | ----- | ----- |
| La Serena · Chile | 1.ª           | 2011          | 2     | 0     | —                | —                | —                       | —                       | 2     | 0     |
| La Serena · Chile | 1.ª           | 2012          | 4     | 0     | 2                | 0                | —                       | —                       | 6     | 0     |
| La Serena · Chile | 2.ª           | 2013          | 5     | 0     | 6                | 0                | —                       | —                       | 11    | 0     |
| La Serena · Chile | 2.ª           | 2013-14       | 36    | 1     | —                | —                | —                       | —                       | 36    | 1     |
| La Serena · Chile | 2.ª           | 2014-15       | 26    | 0     | 4                | 0                | —                       | —                       | 30    | 0     |
| La Serena · Chile | 2.ª           | 2015-16       | 18    | 0     | 6                | 0                | —                       | —                       | 24    | 0     |
| La Serena · Chile | 2.ª           | 2016-17       | 9     | 1     | —                | —                | —                       | —                       | 9     | 1     |
| La Serena · Chile | 2.ª           | 2017          | 8     | 0     | 2                | 0                | —                       | —                       | 10    | 0     |
| La Serena · Chile | 2.ª           | 2018          | 8     | 0     | 3                | 0                | —                       | —                       | 11    | 0     |
| La Serena · Chile | 2.ª           | 2019          | 10    | 0     | 1                | 0                | —                       | —                       | 11    | 0     |
| La Serena · Chile | Total club    | Total club    | 126   | 2     | 24               | 0                | 0                       | 0                       | 150   | 2     |
| Total carrera     | Total carrera | Total carrera | 257   | 8     | 39               | 0                | 11                      | 0                       | 307   | 7     |
| Ñublense · Chile  | 2.ª           | 2019          | 2     | 0     | —                | —                | —                       | —                       | 2     | 0     |
| Ñublense · Chile  | 2.ª           | 2020-21       | 24    | 0     | —                | —                | —                       | —                       | 24    | 0     |
| Ñublense · Chile  | 1.ª           | 2021          | 31    | 0     | 3                | 0                | —                       | —                       | 34    | 0     |
| Ñublense · Chile  | 1.ª           | 2022          | 23    | 1     | 3                | 0                | 2                       | 0                       | 28    | 1     |
| Ñublense · Chile  | 1.ª           | 2023          | 25    | 0     | —                | —                | 9                       | 0                       | 34    | 0     |
| Ñublense · Chile  | 1.ª           | 2024          | 26    | 4     | 9                | 0                | —                       | —                       | 35    | 4     |
| Ñublense · Chile  | 1.ª           | 2025          | 8     | 0     | 5                | 0                | 1                       | 0                       | 14    | 0     |
| Ñublense · Chile  | Total club    | Total club    | 139   | 5     | 20               | 0                | 12                      | 0                       | 171   | 5     |
| 1. 2. 3.          |               |               |       |       |                  |                  |                         |                         |       |       |

## Palmarés

### Títulos nacionales
| Título             | Club     | País  | Año  |
| ------------------ | -------- | ----- | ---- |
| Primera B de Chile | Ñublense | Chile | 2020 |